# Gil Dias
Gil Bastião Dias (Gafanha da Nazaré, Portugal, 28 de septiembre de 1996), conocido deportivamente como Gil Dias, es un futbolista portugués que juega de centrocampista en el F. C. Famalicão de la Primeira Liga.

## Selección nacional
Ha sido internacional con la selección de Portugal en la categoría sub-21.

## Estadísticas

### Clubes
Actualizado al último partido disputado el 16 de mayo de 2025.
| Club                               | Div.          | Temporada     | Liga  | Liga  | Copas nacionales | Copas nacionales | Torneos internacionales | Torneos internacionales | Total | Total |
| Club                               | Div.          | Temporada     | Part. | Goles | Part.            | Goles            | Part.                   | Goles                   | Part. | Goles |
| ---------------------------------- | ------------- | ------------- | ----- | ----- | ---------------- | ---------------- | ----------------------- | ----------------------- | ----- | ----- |
| S. C. Braga "B" Portugal           | 3.ª           | 2014-15       | 2     | 0     | —                | —                | —                       | —                       | 2     | 0     |
| S. C. Braga "B" Portugal           | Total club    | Total club    | 2     | 0     | 0                | 0                | 0                       | 0                       | 2     | 0     |
| A. S. Monaco "II" Francia          | 4.ª           | 2014-15       | 11    | 0     | —                | —                | —                       | —                       | 11    | 1     |
| A. S. Monaco "II" Francia          | 4.ª           | 2015-16       | 13    | 9     | —                | —                | —                       | —                       | 13    | 9     |
| A. S. Monaco "II" Francia          | Total club    | Total club    | 24    | 9     | 0                | 0                | 0                       | 0                       | 24    | 9     |
| Varzim S. C. Portugal              | 2.ª           | 2015-16       | 15    | 6     | —                | —                | —                       | —                       | 15    | 6     |
| Varzim S. C. Portugal              | Total club    | Total club    | 15    | 6     | 0                | 0                | 0                       | 0                       | 15    | 6     |
| Rio Ave F. C. Portugal             | 1.ª           | 2016-17       | 34    | 6     | 3                | 2                | 2                       | 0                       | 39    | 8     |
| Rio Ave F. C. Portugal             | Total club    | Total club    | 34    | 6     | 3                | 2                | 2                       | 0                       | 39    | 8     |
| A. S. Monaco Francia               | 1.ª           | 2017-18       | 1     | 0     | —                | —                | —                       | —                       | 1     | 0     |
| ACF Fiorentina · Italia            | 1.ª           | 2017-18       | 27    | 2     | 1                | 0                | —                       | —                       | 28    | 2     |
| ACF Fiorentina · Italia            | Total club    | Total club    | 27    | 2     | 1                | 0                | 0                       | 0                       | 28    | 2     |
| Nottingham Forest F. C. Inglaterra | 2.ª           | 2018-19       | 21    | 0     | 3                | 1                | —                       | —                       | 24    | 1     |
| Nottingham Forest F. C. Inglaterra | Total club    | Total club    | 21    | 0     | 3                | 1                | 0                       | 0                       | 24    | 1     |
| Olympiacos F. C. · Grecia          | 1.ª           | 2018-19       | 7     | 0     | 1                | 1                | 2                       | 1                       | 10    | 2     |
| Olympiacos F. C. · Grecia          | Total club    | Total club    | 7     | 0     | 1                | 1                | 2                       | 1                       | 10    | 2     |
| A. S. Monaco Francia               | 1.ª           | 2019-20       | 14    | 0     | 2                | 0                | —                       | —                       | 16    | 0     |
| A. S. Monaco Francia               | Total club    | Total club    | 15    | 0     | 2                | 0                | 0                       | 0                       | 17    | 0     |
| Granada C. F. · España             | 1.ª           | 2019-20       | 12    | 0     | 1                | 0                | —                       | —                       | 13    | 0     |
| Granada C. F. · España             | Total club    | Total club    | 12    | 0     | 1                | 0                | 0                       | 0                       | 13    | 0     |
| F. C. Famalicão Portugal           | 1.ª           | 2020-21       | 31    | 0     | 2                | 2                | —                       | —                       | 33    | 2     |
| S. L. Benfica Portugal             | 1.ª           | 2021-22       | 13    | 1     | 5                | 0                | 2                       | 0                       | 20    | 1     |
| S. L. Benfica Portugal             | 1.ª           | 2022-23       | 0     | 0     | 2                | 0                | 0                       | 0                       | 2     | 0     |
| S. L. Benfica Portugal             | Total club    | Total club    | 13    | 1     | 7                | 0                | 2                       | 0                       | 22    | 1     |
| VfB Stuttgart · Alemania           | 1.ª           | 2022-23       | 7     | 1     | 1                | 1                | —                       | —                       | 8     | 2     |
| VfB Stuttgart · Alemania           | Total club    | Total club    | 7     | 1     | 1                | 1                | 0                       | 0                       | 8     | 2     |
| Legia de Varsovia · Polonia        | 1.ª           | 2023-24       | 17    | 0     | 2                | 0                | 5                       | 0                       | 24    | 0     |
| Legia de Varsovia · Polonia        | Total club    | Total club    | 17    | 0     | 2                | 0                | 5                       | 0                       | 24    | 0     |
| F. C. Famalicão Portugal           | 1.ª           | 2024-25       | 30    | 5     | 2                | 0                | ―                       | ―                       | 32    | 5     |
| F. C. Famalicão Portugal           | Total club    | Total club    | 61    | 5     | 4                | 2                | 0                       | 0                       | 65    | 7     |
| Total carrera                      | Total carrera | Total carrera | 255   | 30    | 25               | 7                | 11                      | 1                       | 291   | 38    |